# Neotrance
Neotrance – odmiana muzyki elektronicznej, wywodząca się z takich gatunków jak: tech house, trance i minimal.
Swoją nazwę zawdzięcza transowym fazom, powtarzającym się kilkakrotnie podczas utworu.
Neotrance jest wolniejszy od "dziewiczego" brzmienia trance i zbliżony jest do 122-130 BPM, dla porównania Trance (średnio) osiąga 130-140 BPM.